# José Rodrigues Nunes

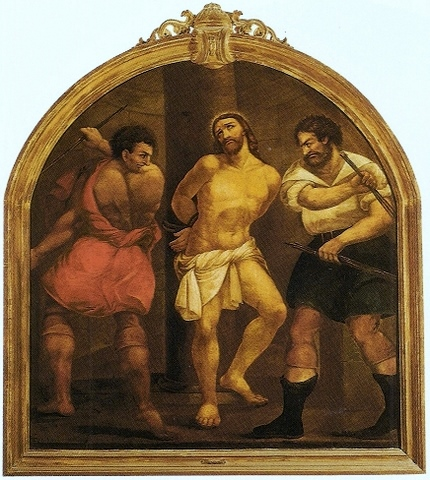
A flagelação, de José Rodrigues Nunes (1855). Museu de Arte da Bahia, Salvador.

José Rodrigues Nunes (Salvador, 1800 – Salvador, 1881) foi um pintor, professor, decorador, restaurador, cenógrafo e encarnador brasileiro, discípulo de Franco Velasco (1780–1833).
Lecionou desenho no Liceu Provincial de Salvador que funcionava no Convento da Palma, entre 1837 e 1859, tendo como alunos Olímpio Pereira da Mata, Macário José da Rocha, João Francisco Lopes Rodrigues, Francisco da Silva Romão e seu filho, Francisco Rodrigues Nunes. Além de professor, atuou como cenógrafo do Teatro São José durante muitos anos.[carece de fontes?]

## Trabalhos
É considerado um dos representantes da fase final da pintura colonial baiana. Realiza vários trabalhos, destacando-se: o forro e os painéis laterais da Igreja da Ordem Terceira de São Francisco da Penitência, entre 1831 e 1834; as pinturas para a Irmandade do Santíssimo Sacramento da Matriz de São Pedro, em 1839; os painéis laterais da nave da Irmandade do Santíssimo Sacramento do Passo, em 1860; e os quadros representando os "Passos de Cristo",  em 1855. Também ajudou nas pinturas da Igreja do Bonfim, entre 1818 e 1820.
Suas obras estão espalhadas em acervos de diferentes instituições, como na Faculdade de Medicina da Bahia (três pinturas), Instituto Geográfico e Histórico da Bahia (dois quadros), Irmandade do Santíssimo Sacramento da Matriz do Paço (dois painéis sobre a Transfiguração de Jesus e a Santa Ceia) e Museu de Arte da Bahia (nove quadros oriundos da coleção de Jonathas Abbott).

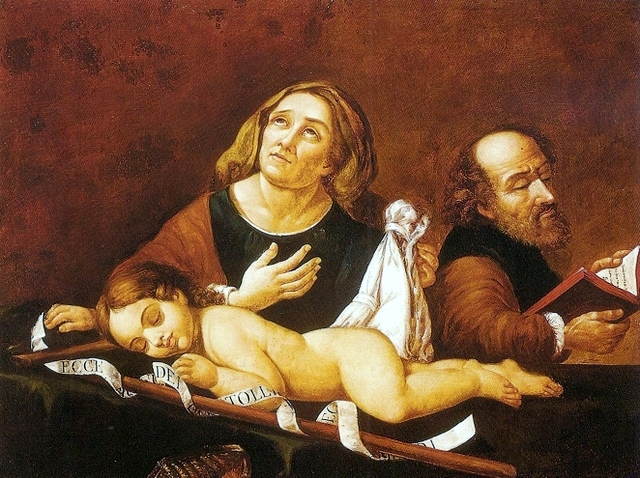
Santa Isabel, São João e São Zacarias

### Santa Isabel, São João e São Zacarias
Óleo sobre tela, localizado no Museu de Arte da Bahia, cópia de "O Sono do Pequeno São João", de autoria de Carlo Dolci do século XVII. Salvo pequenos detalhes, praticamente é uma transcrição literal do original.

### Santa Família(1820)
A obra está  no Museu de Arte da Bahia, é uma cópia feita por José Rodrigues da obra de Annibale Carracci. Como ele nunca esteve na Europa, presume-se que está cópia foi feita com base em estampas da original.

### Nossa Senhora da Conceição(1880)
Retrata a Virgem com aparência jovial, envolta em nuvens, circundada por oito querubins. A obra encontra-se no Museu de Arte da Bahia.

### Retrato de Franco Velasco(1853)
Óleo sobre tela, retrato póstumo do pintor Franco Velasco, com o símbolo do calvário ao fundo e ele à frente com o  pincel à mão. A obra encontra-se exposta no Instituto Geográfico e Histórico da Bahia.